# Copa Catalunya (automovilismo)

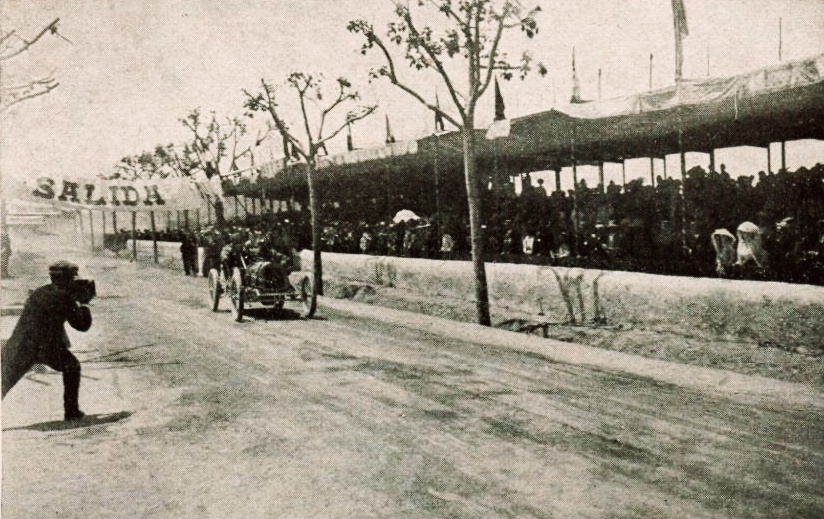
Giosuè Giuppone durante la primera edición (1908)

La Copa Cataluña fue una carrera internacional de voiturettes organizada entre el 1908 y 1910 por el Real Automóvil Club de Cataluña. Fue la primera competición de automovilismo en circuito disputada en España.
La iniciativa de este acontecimiento fue de dos grandes aficionados al automovilismo: Enric Ràfols y Francesc Casadellà, los cuales a comienzos del 1908 ofrecieron un trofeo de plata para el ganador de una carrera que se tendría que denominar Copa Catalunya. La organización de la prueba la dejaron en manos de quien se quisiera implicar, y quienes recogieron el envite sería un grupo de prohombres miembros del RACC, encabezados por Paco Abadal. En poco tiempo, los organizadores terminaron las gestiones necesarias y la carrera se disputó finalmente el 28 de mayo.
En la primera edición se  inscribieron 19 equipos, los cuales tenían que hacer nueve vueltas a un circuito de 27,8 kilómetros llamado "Circuito del Bajo Panadés", el cual discurría por caminos de la actual comarca del Garraf -creada en 1936 como escisión del histórico Penedès- comprendidos dentro del recorrido Sitges-Sant Pere de Ribes-Canelas-Vilanova i la Geltrú-Sitges. Acabaron la carrera 10 de los 19 equipos participantes. La segunda edición se celebró en la misma zona, en un circuito casi igual, pero con más distancia total al aumentarse el número de vueltas hasta 13. Acabaron la carrera 4 de los 13 equipos inscritos.
De cara a la tercera y última edición, se cambió el emplazamiento por el "Circuito de Levante", delimitado por el triángulo que forman las poblaciones maresmeñas de Mataró, Vilassar de Mar y Argentona. Acabaron la carrera 4 de los 9 equipos inscritos.
La edición de 1910 sería la última debido a que la de Jules Goux suponía su segunda victoria consecutiva y, en atención al reglamento de la carrera (seguramente inspirado en el del trofeo Gordon-Bennett), esto constituía la adjudicación del trofeo de forma definitiva. Es decir, no  había la posibilidad de hacer una cuarta edición.

## Palmarés[3]
| Edición | Año  | Fecha      | Circuito     | Distancia (km)                   | Ganador         | Voiturette   | Tiempo     | Media (km/h) |
| ------- | ---- | ---------- | ------------ | -------------------------------- | --------------- | ------------ | ---------- | ------------ |
| I       | 1908 | 28 de mayo | Bajo Panadés | 250,965 (27,888 km x 9 vueltas)  | Giosuè Giuppone | Lion Peugeot | 4h23'30"   | 57,145       |
| II      | 1909 | 20 de mayo | Bajo Panadés | 362,505 (27,885km x 13 vueltas)  | Jules Goux      | Lion Peugeot | 6h18'06.6" | 57,762       |
| III     | 1910 | 29 de mayo | Levante      | 328,636 (14,938 km x 22 vueltas) | Jules Goux      | Lion Peugeot | 4h12'26.6" | 78,103       |